# Jaap Blonk
Jaap Blonk est un compositeur, poète et performer néerlandais né en 1953 à Woerden.
Très tôt, il est influencé par Kurt Schwitters, à travers, notamment, la fameuse Ursonate qu'il découvre en 1979.

## Discographie
- Baba-Oemf (1989)
- BRAAXTAAL (1991)
- Splinks (1992)
- Flux - De Bouche (1992)
- Improvisors (1996)
- Improvisors Vol. 2 (1996)
- Speechlos (1997)
- Vocalor (1998)
- Consensus (1998)
- First Meetings (1999)
- Averschuw (2001)
- Dworr Buun (2001)
- Electric Solo Improvisations (2001)
- Improvisors, Vol. 3 (2003)
- Five Men Singing (2004)
- Pre-Zoic Cellways (2005)